# Trachurus mediterraneus
Trachurus mediterraneus é uma espécie de peixe pertencente à família Carangidae.
A autoridade científica da espécie é Steindachner, tendo sido descrita no ano de 1868.

## Portugal
Encontra-se presente em Portugal, onde é uma espécie nativa.
Os seus nomes comuns são carapau-do-mediterrâneo ou carapau.

## Descrição
Trata-se de uma espécie de água salobra e marinha. Atinge os 42 cm de comprimento total , com base de indivíduos de ambos os sexos.